# Royal Palm Beach
Royal Palm Beach ist eine Gemeinde im Palm Beach County im US-Bundesstaat Florida mit 38.932 Einwohnern (Stand: 2020).

## Geographie
Etwa 15 Kilometer östlich der Gemeinde befindet sich West Palm Beach. Das Gemeindegebiet wird von den U.S. Highways 98 und 441 sowie von den Florida State Roads 7, 80 und 700 durchquert.

## Demographische Daten
Laut der Volkszählung 2010 verteilten sich die damaligen 34.140 Einwohner auf 12.854 Haushalte. Die Bevölkerungsdichte lag bei 3448,5 Einw./km². 66,6 % der Bevölkerung bezeichneten sich als Weiße, 22,7 % als Afroamerikaner, 0,2 % als Indianer und 4,2 % als Asian Americans. 3,3 % gaben die Angehörigkeit zu einer anderen Ethnie und 3,0 % zu mehreren Ethnien an. 20,4 % der Bevölkerung bestand aus Hispanics oder Latinos.
Im Jahr 2010 lebten in 44,0 % aller Haushalte Kinder unter 18 Jahren sowie 23,7 % aller Haushalte Personen mit mindestens 65 Jahren. 78,3 % der Haushalte waren Familienhaushalte (bestehend aus verheirateten Paaren mit oder ohne Nachkommen bzw. einem Elternteil mit Nachkomme). Die durchschnittliche Größe eines Haushalts lag bei 2,93 Personen und die durchschnittliche Familiengröße bei 3,30 Personen.
30,0 % der Bevölkerung waren jünger als 20 Jahre, 23,6 % waren 20 bis 39 Jahre alt, 31,2 % waren 40 bis 59 Jahre alt und 15,3 % waren mindestens 60 Jahre alt. Das mittlere Alter betrug 38 Jahre. 47,8 % der Bevölkerung waren männlich und 52,2 % weiblich.
Das durchschnittliche Jahreseinkommen lag bei 66.403 $, dabei lebten 7,9 % der Bevölkerung unter der Armutsgrenze.
Im Jahr 2000 war Englisch die Muttersprache von 85,80 % der Bevölkerung, spanisch sprachen 11,49 % und 2,71 % hatten eine andere Muttersprache.

## Kriminalität
Die Kriminalitätsrate lag im Jahr 2010 mit 276 Punkten (US-Durchschnitt: 266 Punkte) im durchschnittlichen Bereich. Es gab 14 Vergewaltigungen, 22 Raubüberfälle, 75 Körperverletzungen, 174 Einbrüche, 826 Diebstähle, 62 Autodiebstähle und vier Brandstiftungen.